# VL Sääski
Die VL Sääski war ein Schulflugzeug des finnischen Herstellers Valtion lentokonetehdas und das erste in Finnland entworfene Flugzeug, das in Serie produziert wurde.

## Geschichte
Das Flugzeug wurde von Kurt Berger und Asser Järvinen 1927 entworfen. Der Prototyp wurde mit eigenen Mitteln finanziert und von einem zehnköpfigen Konstruktionsteam gebaut. Der Prototyp wurde als Sääski I bezeichnet, war im Frühjahr 1928 fertig und wurde am 25. Juni 1928 an die finnische Luftwaffe verkauft. Das Konstruktionsteam gründete 1928 ein Unternehmen namens Sääski und baute vier verbesserte Sääski II für die zivile Nutzung. Da dem Unternehmen wegen fehlender Aufträge der Konkurs drohte, bestellte die finnische Luftwaffe zehn Sääski II. Diese wurden im Jahr 1930 gebaut und geliefert. Zwei weitere Aufträge kamen von der Luftwaffe. Zusätzlich wurden fünf Maschinen für die zivile Nutzung produziert.

## Konstruktion
Die Sääski war ein als Doppeldecker ausgelegtes einmotoriges Schulflugzeug, das mit hintereinander angeordneten Sitzen ausgestattet war. Das Flugzeug besaß ein nicht einziehbares Spornradfahrwerk. Die zweite Serie (beginnend mit SA-127) unterschied sich von der ersteren durch eine größere Spannweite. Diese Version wurde als Sääski IIA bezeichnet. Das Flugzeug wurde als sicher und zuverlässig angesehen und wurde auch mit Schwimmern ausgestattet.

## Varianten
- VL Sääski I: der Prototyp
- VL Sääski II: verbesserte Version
- VL Sääski IIA: mit vergrößerter Spannweite und der Möglichkeit, mit Schwimmern ausgestattet zu werden

## Militärische Nutzung
- Finnland

Finnische Luftwaffe
Finnischer Grenzschutz

## Zivile Nutzung
- Norwegen

Gidsken Jakobsen

## Technische Daten
| Kenngröße             | Daten                                                             |
| --------------------- | ----------------------------------------------------------------- |
| Besatzung             | 2                                                                 |
| Länge                 | 7,4 m                                                             |
| Spannweite            | 9,9 m                                                             |
| Höhe                  | 2,4 m                                                             |
| Flügelfläche          | 24 m²                                                             |
| Leermasse             | 609 kg                                                            |
| max. Startmasse       | 913 kg                                                            |
| Höchstgeschwindigkeit | 145 km/h                                                          |
| Dienstgipfelhöhe      | 4500 m                                                            |
| Reichweite            | 3,5 Stunden                                                       |
| Triebwerke            | 1 × 9-Zylinder-Sternmotor Siemens-Halske Sh 12 mit 90 kW (122 PS) |